# Dezider Ursiny
Dezider Ursiny född 4 oktober 1947 i Tjeckoslovakien död 2 maj 1995 i Slovakien, slovakisk kompositör.

## Filmografi roller i urval
- 1985 - August Strindberg ett liv (TV)